# Fisksås

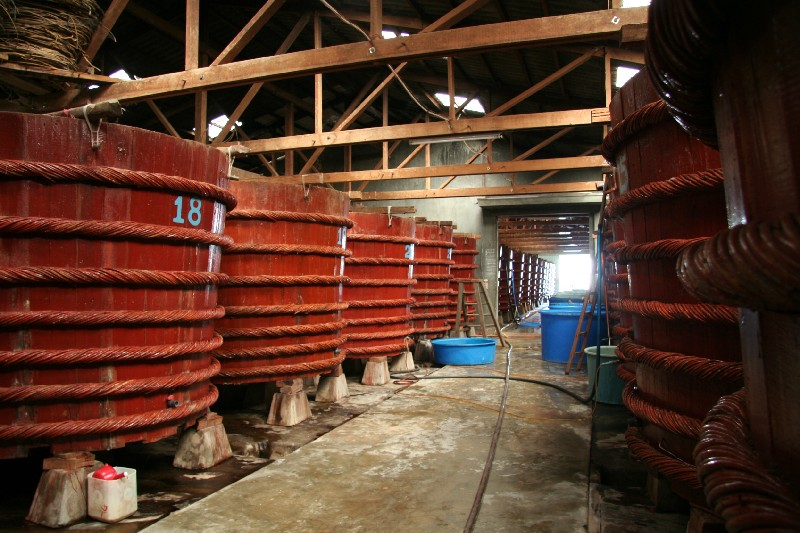
Fisksåsfabrik i Phu Quoc, Vietnam.

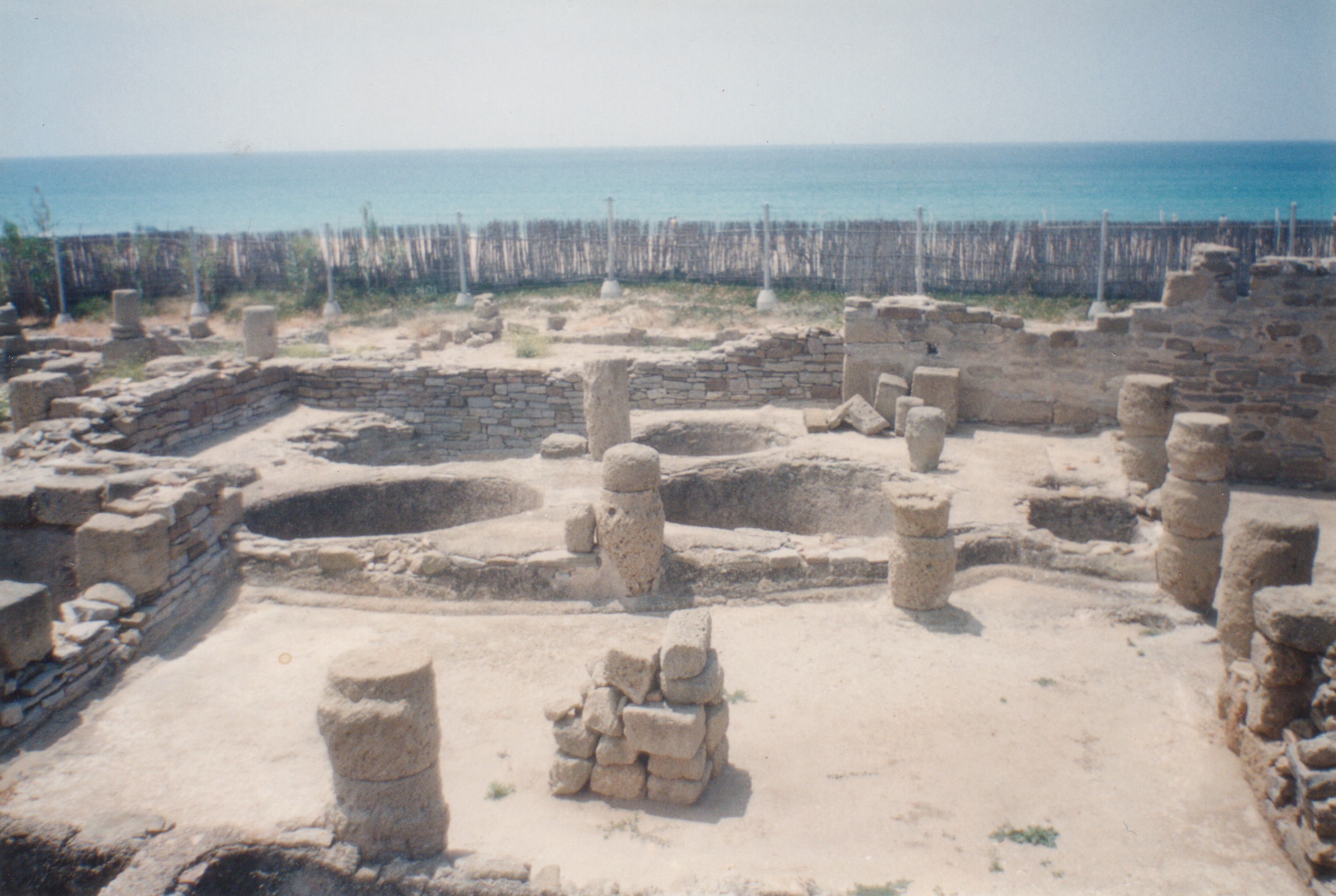
Ruinerna efter en romersk garumfabrik nära Tarifa i Spanien.

Fisksås är en smaksättare som tillverkas av fermenterad, det vill säga jäst fisk. Termen används för att beskriva ett stort antal produkter som använts i olika kulturer i årtusenden. Fisksås används som sälta i sydostasiatisk och sydkinesisk matlagning, på samma sätt som sojasås används i Japan och Korea. I Sydostasien används den dessutom som "dipsås" för fisk, räkor, fläsk och kyckling. Såsen har en skarp doft.

## Sorter
Några fisksåser görs av rå fisk, andra av torkad fisk; några av enbart en sorts fisk, andra av en blandning inklusive skaldjur; några av hela fisken, andra enbart av fiskblodet eller inälvorna. Några såser innehåller enbart fisk och salt, andra tillägger örter och kryddor. Ansjovis är en vanlig utgångspunkt.
Fisksås som bara jäst en kortare tid har en stark fisksmak. Med längre jäsning minskar denna smak, och såsen får en mer nöt- och ostliknande smak.

### Östasien
Asiatisk fisksås tillverkas ofta av ansjovis, salt och vatten, och måste användas med försiktighet på grund av dess starka smak (jämför surströmming). Den vietnamesiska varianten kallas nước mắm och den i Kambodja nuoc-mam. Dess thailändska motsvarighet – en kombinerad chili- och fisksås – kallas phrik nam plaa eller nam pla (น้ำปลา). I Kina heter den yúlù (魚露), i Korea yeotgal (엿갈), i Indonesien kecap ikan och i Filippinerna heter den patis. I Japan produceras tre typer av fisksåser: shottsuru i Akitaprovinsen, ishiru i Ishikawaprovinsen och ikanago-jōyu i Kagawaprovinsen.
Den indonesiska halvflytande fiskpastan trasi, den kambodjanska prâhok, de malaysiska belacan, som kallas "tegelstenar" och görs av jäst krill, är några andra populära varianter. Fiskpastan i Filippinerna har namnet bagoong. Den kambodjanska fiskpastan används även som utgångspunkt för tillverkning av fisksås.
Laotisk fisksås, padek, tillverkas uteslutande av sötvattensfisk.

### Europa
En fisksås var vanlig i det fornromerska köket. På Latin hette den garum eller liquamen. Den fanns i många varianter, exempelvis oxygarum (som var blandad med vinäger), meligarum (som var blandad med honung) och så vidare. Garum hade en frän smak – än mer uttalad än hos de asiatiska fisksåserna – och kan jämföras med svensk surströmming.
Garum var en av handelsvarorna från Hispania Baetica. Produktionen av garum i Pompeji var omtalad.
Den ursprungliga Worcestershiresåsen, som fördes till England från Indien, var en liknande produkt.[källa behövs]

### Afrika
Även i afrikansk matlagning finns ibland inslag av fisksåser. Detta inkluderar Gambia, där fisksåsen kokas till utifrån torkad fisk.